# Jack Dongarra
Jack J. Dongarra (Chicago, 18 de julho de 1950) é um cientista da computação estadunidense, University Distinguished Professor of Computer Science do Electrical Engineering and Computer Science Department da Universidade do Tennessee. Ocupa as posições de Distinguished Research Staff membro na Computer Science and Mathematics Division do Oak Ridge National Laboratory, Turing Fellowship da Escola de Matemática da Universidade de Manchester, sendo também professor adjunto do Computer Science Department da Universidade Rice. Foi professor da Texas A&M University (2014 - 2018). É diretor fundador do Innovative Computing Laboratory.

## Carreira

### Honraria e premiações
Foi eleito fellow da Associação Americana para o Avanço da Ciência (AAAS), da Association for Computing Machinery (ACM), da Society for Industrial and Applied Mathematics (SIAM) e do Instituto de Engenheiros Eletricistas e Eletrônicos. É membro estrangeiro da Academia de Ciências da Rússia e da Royal Society (ForMemRS), e membro da Academia Nacional de Engenharia dos Estados Unidos.
Recebeu o Prêmio Sidney Fernbach de 2003 e o Prêmio Pioneiro da Computação de 2020, por seu papel de liderança em software de matemática de alto desempenho. Dongarra também recebeu o Prêmio Turing de 2021 por conceitos e métodos pioneiros que resultaram em cálculos que mudaram o mundo. Os algoritmos e software de Dongarra são considerados como tendo impulsionado o crescimento da computação de alto desempenho e tiveram impactos significativos em muitas áreas da ciência computacional, da inteligência artificial à computação gráfica.